# Alice Keefer
Alice C. Keefer-Riva és una investigadora i docent en l'àmbit de la biblioteconomia i documentació.

## Biografia
Alice Keefer va estudiar biblioteconomia a la Simmons University, ubicada a Boston, Massachusetts (Estats Units d'Amèrica). I va realitzar els estudis de postgrau a la Universitat George Washington, ubicada a Washington (Estats Units d'Amèrica).
Abans de traslladar-se a Espanya el 1984, va treballar a la Biblioteca del Congrés dels Estats Units, a la Organització dels Estats Americans (EOA), a la Universitat Estatal de Pennsilvània i a la biblioteca estatal de Massachusetts.
Un cop a Barcelona, va treballar durant dos anys com a cap de biblioteca del Institut d'Estudis Nord-americans i durant 10 anys com a directora de serveis internacionals de DOC6. Desde 1996 és docent de la Facultat d'Informació i Mitjans Audiovisuals (FIMA) de la Universitat de Barcelona (UB) i imparteix classes sobre publicacions en sèrie i preservació de recursos digitals. També, des de l'any 2000, imparteix una assignatura sobre preservació digital a la Universitat Oberta de Catalunya (UOC).
Entre els anys 1986 i 2007, Alice C. va publicar un llibre, 20 articles i va participar en diverses obres col·lectives.

## Obres

### Llibres
Keefer, Alice; Gallart, Núria. La preservación de recursos digitales: el reto para las bibliotecas del siglo XXI. Barcelona: UOC, 2007. ISBN 978-84-9788-567-6.